# 107.ª Brigada Mixta (Ejército Popular de la República)
La 107.ª Brigada Mixta fue una unidad del Ejército Popular de la República creada durante la Guerra Civil Española. A lo largo de la contienda estuvo desplegada en los frentes del Centro, Levante y Extremadura.

## Historial
La unidad fue creada en marzo de 1937, en la zona de Puertollano, a partir de reclutas procedentes de los reemplazos de 1932 y 1936. Tras finalizar su periodo de formación, la 107.ª Brigada Mixta fue enviada al frente del Centro, donde quedó incorporada a la 13.ª División del II Cuerpo de Ejército. Unos meses después, el 12 de septiembre, tomó parte en una pequeña tentativa republicana y avanzó un kilómetro en la zona de la Cuesta de la Reina, al suroeste de Madrid; no obstante, ante la fuerte contraofensiva enemiga, debió retirarse tras sufrir abundantes bajas. El mando de la brigada pasaría al mayor de milicias mayor de milicias Julio Carreras Castro.
El 13 de abril de 1938 fue enviada al sector de Castellón, incorporada dentro de la 6.ª División. Hacia el 10 de junio se encontraba defendiendo el sector central del frente de Castellón, aunque poco después debió retirarse de la sierra de Borriol para evitar quedar cercada por las fuerzas franquistas. Después de la caída de Castellón de la Plana la 107.ª BM intentó organizar la defensa de la población de Alfondeguilla, sin éxito, emprendiendo una lenta retirada hacia la línea XYZ.
En agosto la brigada fue enviada junto al resto de la división al frente Extremadura, tomando parte en la contraofensiva republicana en la zona del Zújar; al finalizar las operaciones, dos batallones de la 107.ª BM quedaron en primera línea y otros dos pasaron a la retaguardia, en reserva. Durante los siguientes meses permaneció inactiva, sin tomar parte en operaciones militares de relevancia. A finales de año toda la brigada fue enviada a Hinojosa del Duque, donde fue reestructurada. A continuación tomaría parte en la batalla de Peñarroya. El 5 de enero de 1939 rompió el frente franquista, atacando las sierras de Torozo y Mesegara.

## Mandos
Comandantes
- teniente coronel infantería Francisco Solas Patudo de la Rosa;
- comandante de Infantería Francisco Valverde López;
- mayor de milicias Julio Carreras Castro;
- mayor de milicias Quesada.

Comisarios
- José Laín Entralgo, de la JSU/PCE;[9]
- E. Sobrado.